# 매춘 2
《매춘 2》(Selling Body Part II)는 한국에서 제작된 고영남 감독의 1989년 에로 영화이다. 나영희 등이 주연으로 출연하였고 한용수 등이 제작에 참여하였다.

## 출연

### 주연
- 나영희

### 조연
- 최윤석
- 전혜성
- 최동준
- 민복기
- 정혜승
- 오영화
- 곽은경
- 서한나
- 신우철
- 황건
- 김주영

## 기타
- 원작자: 윤일웅
- 제작부장: 이완호
- 촬영부: 박승호
- 촬영부: 진영환
- 촬영부: 이승인
- 촬영부: 김한진
- 조명: 최입춘
- 조명부: 박만창
- 조명부: 김영대
- 조명부: 김영철
- 조명부: 김기업
- 조감독: 김진욱
- 조감독: 김성균
- 조감독: 박순필
- 조감독: 김옥심
- 녹음: 김병수
- 녹음: 이성근
- 미술: 도용우
- 소품: 김태욱
- 네가편집: 박곡지
- 옵티컬: 윤종두
- 음향부문: 조탁윤
- 음향부문: 이형훈
- 효과: 양대호
- 효과: 이병하
- 효과: 김범수